# Дванадцять стільців
«12 стільці́в» (рос. 12 стульев) — роман І. Ільфа та Є. Петрова, надрукований 1928 року в ілюстрованому щомісячнику «30 днів», який в сатиричній формі змальовує життя в СРСР у часи НЕПу. Роман автори присвятили Валентину Катаєву. Роман перекладено українською 1972 року.

## Сюжет
Дія відбувається в Радянському Союзі в період НЕПу. Діловод ЗАГСу в місті N Іполит Вороб'янінов, колишній предводитель дворянства, дізнається від своєї помираючої тещі про те, що вона за часів воєнного комунізму заховала діаманти та інші коштовності на суму в 150 тис. золотих рублів в один з дванадцяти стільців роботи майстра Гамбса.
Вороб'янінов бере відпустку й вирушає на пошуки скарбу. У Старгороді він знайомиться з молодим авантюристом, Остапом Бендером, який погоджується допомогти тому в пошуках скарбів за шістдесят відсотків усієї суми. Водночас до Старгорода прибуває панотець Федір, священик з міста N, який дізнався про скарб тещі Вороб'янінова на її останній сповіді. Пригоди розпочинаються…

## Хронологія
Початок: 15.4.1927 р. п'ятниця
Кінець: кінець жовтня 1927 р.

## Персонажі

### Головні герої
- Остап Сулейман-Берта-Марія Бендер, 28 років
- Іполит Матвійович Вороб'янінов, 52 роки
- Федір Іванович Востриков, 35 років, піп
- Грицацуєва, 35 років
- Клавдія Іванівна Пєтухова, 59 років

### Члени «Союзу меча і рала»
- Владя під 30 років
- Дядьєв — господар «Быстроупака»
- Кислярський — голова «Одеської бубликової артілі — ”Московські баранки"»
- Нікеша під 30 років
- Олена Станіславівна Боур — гадалка, 50 років
- Віктор Михайлович Полєсов — слюсар-інтелігент, член «Союзу меча і рала»
- Чарушніков Максим Петрович — бувший речник Міської Думи, радпрацівник.

### Особи інші
- Ізнурєнков Авесалом Володимирович
- Ляпіс-Трубєцкой Никифор

## Українські видання
- Ільф І. А., Петров Є. П. Дванадцять стільців; Золоте теля: Романи / Пер. з рос. М. Пилинська, Ю. Мокрієв. — К. : Дніпро, 1972.
- Ільф І. А., Петров Є. П. Дванадцять стільців; Золоте теля: Романи / Пер. з рос. М. Пилинська, Ю. Мокрієв. — К. : Дніпро, 1989. — 598 с. : іл. ISBN 5-308-00428-5

## Галерея

Еллочка-людожерка
Іполит Вороб'янінов
Остап Бендер
Панотець Федір
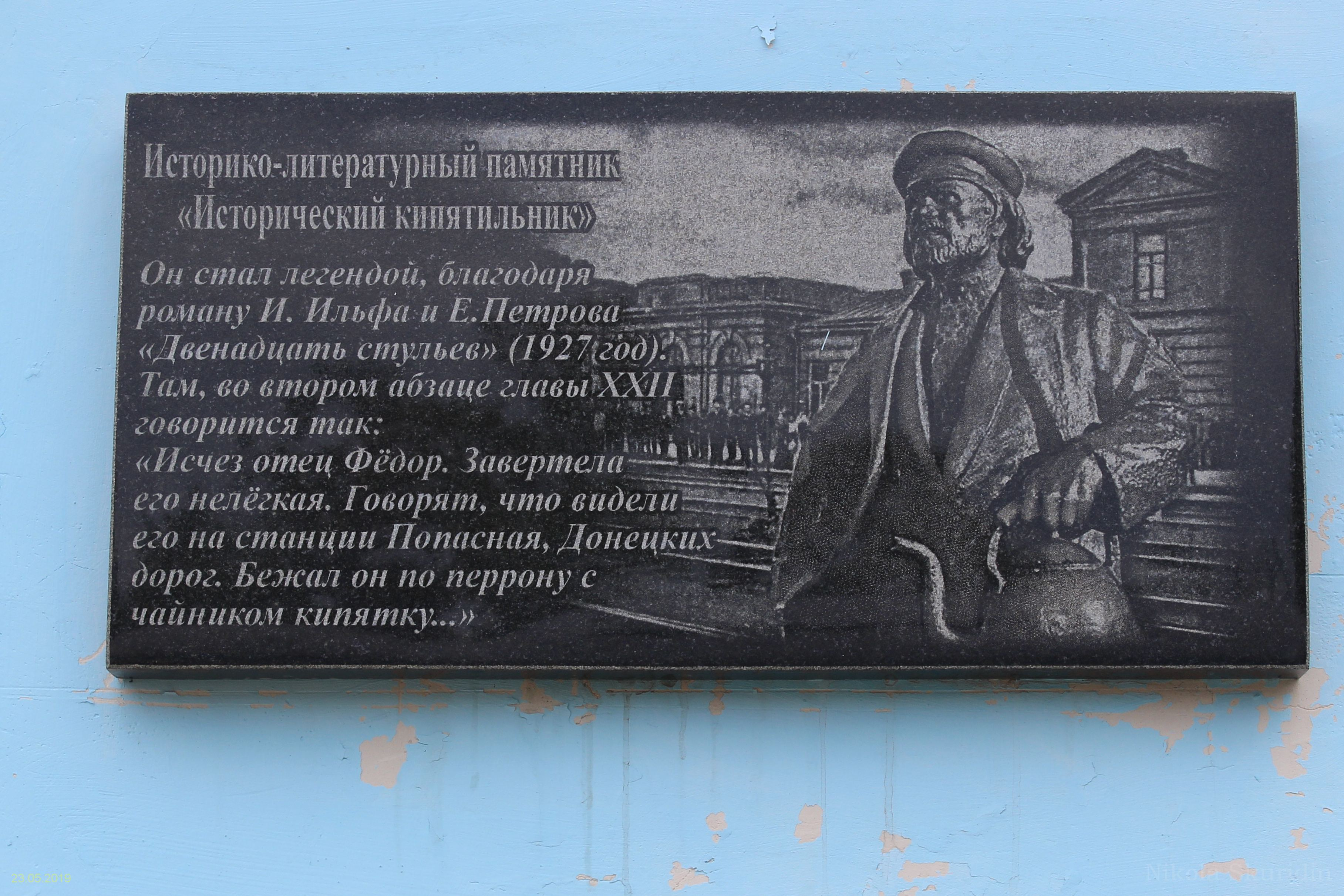
Панотець Федір, Попасна
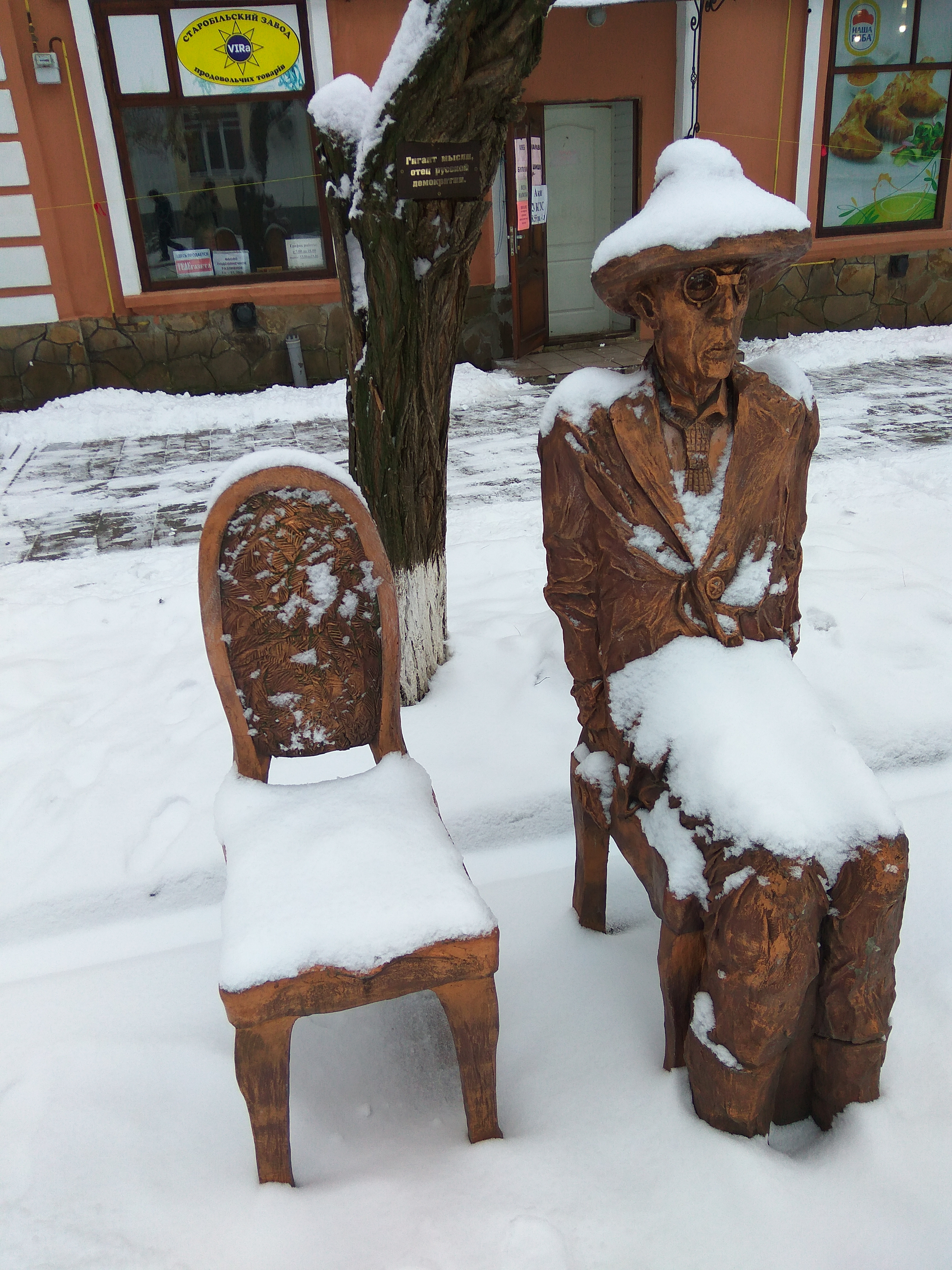
Киса Вороб'янінов Старобільськ
Остап Бендер Старобільськ

## Цікаві факти

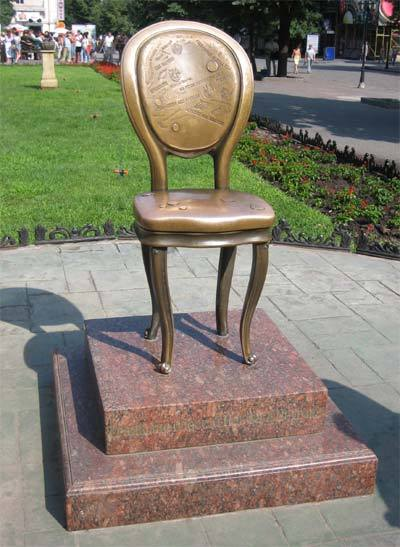
Пам'ятник дванадцятому стільцю в Одесі

- Ідею роману (пошуки скарбів, які заховані у стільцях) вигадав Валентин Катаєв, брат Євгена Петрова.
- Прототипом Остапа Бендера був Остап Шор, а прототипом Іполита Вороб'янінова — полтавський дядько Петрова Євген Ганько.
- Прототипом Старгорода вважається місто Старобільськ.
- Спочатку Остап Бендер мав з'явитися у книжці як епізодичний герой, однак потім він перетворився на головного.
- Сюжет книги, де Остап і Киса подорожують країною в пошуках стільця зі скарбом, майже повністю списаний з подорожі Осипа Шора до Одеси в 1917–1918 роках.
- Роман «12 стільців» став першим радянським бестселером.
- Остапові Бендеру відомо «чотириста порівняно чесних засобів вилучення (рос. — „отъема“) грошей» у населення.